# Beauzelle
Beauzelle es una localidad y comuna francesa situada en el departamento de Alto Garona y la región de Mediodía-Pirineos, en la orilla izquierda del río Garona.

## Demografía
| 198 | 227 | 207 | 245 | 245 | 254 | 266 | 268 | 246 | 253 | 235 | 253 | 259 | 260 | 254 | 253 | 230 | 230 | 205 | 192 | 185 | 185 | 167 | 167 | 231 | 287 | 379 | 623 | 2 736 | 3 573 | 5 405 | 5 376 |
| Para los censos de 1962 a 1999 la población legal corresponde a la población sin duplicidades (Fuente: INSEE [Consultar]) |     |     |     |     |     |     |     |     |     |     |     |     |     |     |     |     |     |     |     |     |     |     |     |     |     |     |     |       |       |       |       |

## Personalidades ligadas con la comuna
- Henri Matisse residió un tiempo en la localidad
- Frédéric Humbert, marido de Thérèse Daurignac (Thérèse Humbert).
- Gustave Humbert, falleció en la localidad